# Yukarı Kıratlı, Kozluk
Yukarıkıratlı là một xã thuộc huyện Kozluk, tỉnh Batman, Thổ Nhĩ Kỳ. Dân số thời điểm năm 2011 là 536 người.